# Уфимский юридический институт МВД России
Уфимский юридический институт МВД России (баш. Рәсәй Эске эштәр министрлығының Өфө юридик институты) — федеральное государственное казенное образовательное учреждение высшего образования "Уфимский юридический институт Министерства внутренних дел Российской Федерации" (сокращенные названия: ФГКОУ ВО УЮИ МВД России,Уфимский ЮИ МВД России, Уфимский юридический институт МВД России), расположенное в городе Уфа Республики Башкортостан.

## История
15 июня 1905 года в Уфе была организована первоначальная подготовка нижних полицейских чинов.
12 января 1913 года губернатором Уфимской губернии, П. П. Башиловым, было утверждено «Положение о школе урядников полицейской стражи в городе Уфе».
На базе Уфимской воспитательно-трудовой колонии имени А. М. Матросова, приказом МВД СССР от 22 сентября 1970 года, была создана Уфимская средняя специальная школа подготовки начальствующего состава МВД СССР.
В 1984 году были сданы в эксплуатацию здание клуба и столовой, в конце 1986 года было введено в строй общежитие для курсантов на 512 мест, а к 1988 году было завершено строительство нового учебного корпуса на 800 мест, который составил основу аудиторного фонда высшей школы и института.
На основании постановления Совета Министров СССР за № 1107 от 1 октября 1987 года и приказа МВД СССР за № 014 от 12 января 1988 года преобразована в Уфимскую высшую школу МВД СССР.
В соответствии с постановлением Правительства Российской Федерации за № 589 от 17 мая 1996 года высшая школа была реорганизована в юридический институт и находится в непосредственном подчинении Департамента кадрового обеспечения МВД России.
С 1998 года издаётся научно-практический журнал «Вестник Уфимского юридического института МВД России», в котором публикуются материалы по актуальным проблемам юридической науки и практики.

## Структура института
В юридическом институте работают более 200 преподавателей, в их числе 24 доктора и 122 кандидата наук (21 профессор и 52 доцента).

### Факультеты
- Юридический факультет
- Факультет правоохранительной деятельности
- Факультет профессиональной подготовки
- Факультет заочного обучения

### Кафедры
- Административно-правовых дисциплин;
- Гражданско-правовых дисциплин;
- Истории и теории государства и права;
- Иностранных и русского языков;
- Конституционного права;
- Криминалистики;
- Педагогики и психологии;
- Оперативно-розыскной деятельности органов внутренних дел;
- Огневой и тактико-специальной подготовки;
- Предварительного расследования;
- Социально-гуманитарных и экономических дисциплин;
- Управления в органах внутренних дел;
- Уголовного права и криминологии;
- Уголовного процесса;
- Боевой и физической подготовки;
- Профессиональной подготовки;
- Специальной подготовки.